# The Beatles: Rock Band
The Beatles: Rock Band är ett musikspel som släpptes den 9 september 2009. Det är utvecklat av Harmonix och utgivet av MTV Games. Spelet var det tredje som Harmonix släppte i Rock Band-serien. Spelet släpptes till Playstation 3, Xbox 360 och Wii.

## Spelupplevelse
Spelet består av 45 låtar med gruppen The Beatles och är det första som inriktar sig på enbart ett band eftersom spelets samtliga låtar är från samma band. Låtar från albumen Abbey Road, Sgt Pepper's Lonely Hearts Club Band och Rubber Soul släpptes senare som nedladdningsbara torrenter. Instrumenten består av två gitarrer, en bas, ett trumset och tre mikrofoner, vilket var första gången man kunde sjunga tre i körsång i Rock Band. I spelet finns det ett Story-läge ("Berättelse") som motsvarar Career ("Karriär") där man kan vinna foton och videoklipp under bandets karriär. Man ser bandet spela på The Cavern Club, The Ed Sullivan Show, Shea Stadium, Budokan, Abbey Road-studion och på inspelningsstudion Apples tak.

## Låtlista
| Till spelet har man designat instrumentkontroller som baseras på Beatlesmedlemmarnas instrument; ett trumset med märket Ludwig (till vänster), en Höfner-bas (till höger), en Rickenbacker 325 samt en Gretsch 6128 |  | Till spelet har man designat instrumentkontroller som baseras på Beatlesmedlemmarnas instrument; ett trumset med märket Ludwig (till vänster), en Höfner-bas (till höger), en Rickenbacker 325 samt en Gretsch 6128 |
| Till spelet har man designat instrumentkontroller som baseras på Beatlesmedlemmarnas instrument; ett trumset med märket Ludwig (till vänster), en Höfner-bas (till höger), en Rickenbacker 325 samt en Gretsch 6128 |  | |

Detta är en hel lista på alla 45 låtar till The Beatles Rock Band.

- A Hard Day's Night
- And Your Bird Can Sing
- Back in the U.S.S.R.
- Birthday
- Boys
- Can't Buy Me Love
- Come Together
- Day Tripper
- Dear Prudence
- Dig a Pony
- Do You Want to Know a Secret
- Don't Let Me Down
- Drive My Car
- Eight Days a Week
- Get Back
- Getting Better
- Good Morning Good Morning
- Hello, Goodbye
- Helter Skelter
- Here Comes the Sun
- Hey Bulldog
- I Am the Walrus
- I Feel Fine
- I Me Mine
- I Saw Her Standing There
- I Wanna Be Your Man
- I Want You (She's So Heavy)
- If I Needed Someone
- I'm Looking Through You
- I've Got a Feeling
- Lucy in the Sky with Diamonds
- Octopus's Garden
- Paperback Writer
- Revolution
- Sgt. Pepper's Lonely Hearts Club Band/With a Little Help from My Friends
- Something
- Taxman
- The End
- Ticket to Ride
- Twist and Shout
- While My Guitar Gently Weeps
- Within You Without You/Tomorrow Never Knows
- Yellow Submarine